# Johann Wilhelm Kellner von Zinnendorf

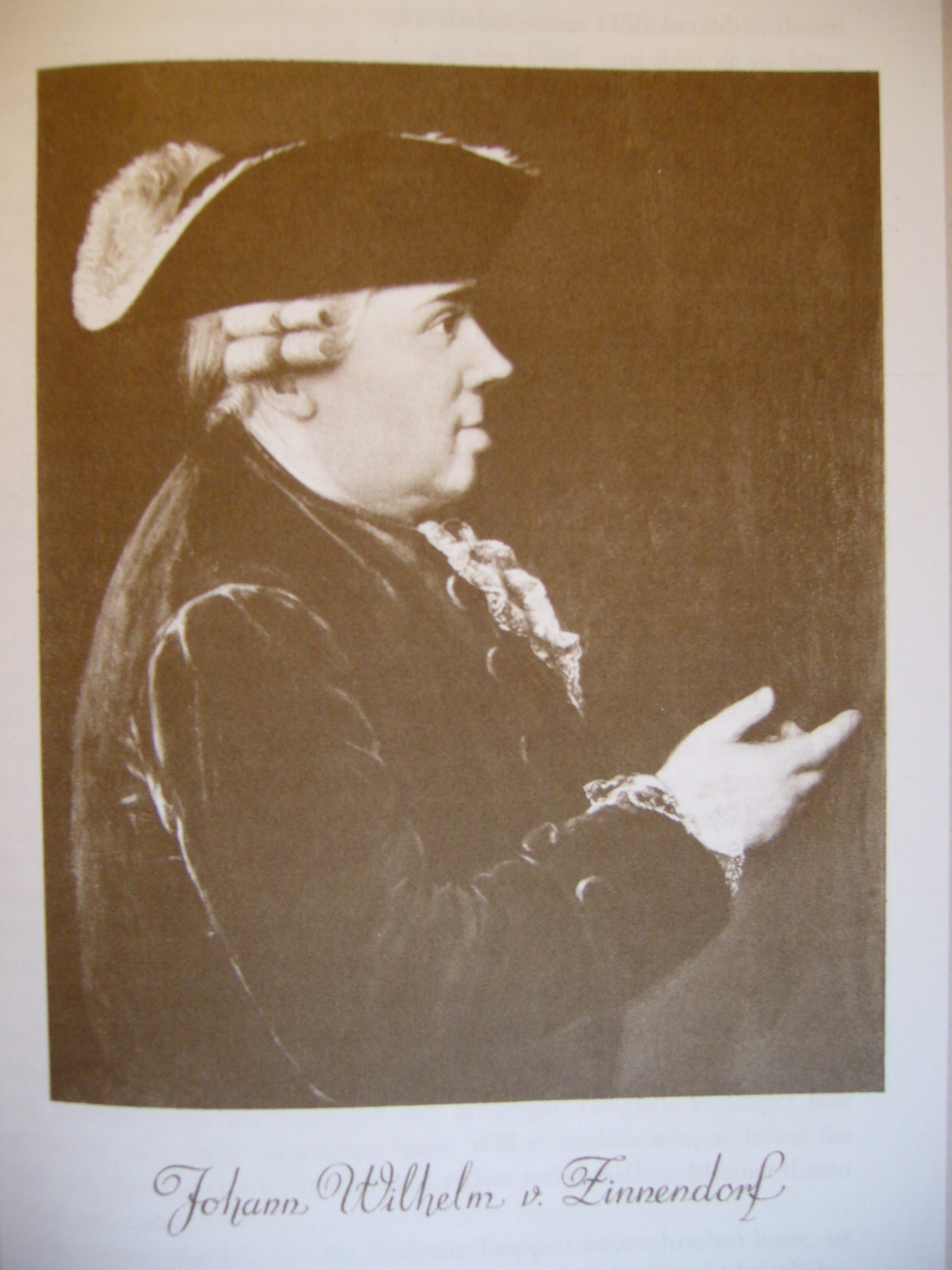
Johann Wilhelm von Zinnendorf, Kupferstich um 1785

Johann Wilhelm Kellner von Zinnendorf (gebürtig Ellenberger, * 10. August 1731 in Halle; † 8. Juni 1782) war Feldmedikus im Siebenjährigen Krieg, königlich preußischer Militärarzt, Generalfeldstabsmedikus im Bayerischen Erbfolgekrieg von 1778/1779 und Gründer der Großen Landesloge der Freimaurer von Deutschland. Beeindruckt vom erschütternden Elend der Kriegsopfer ließ er das Berliner Kriegsinvalidenhaus erbauen.
Zinnendorf wurden eine unduldsame Natur und streitbare Persönlichkeit nachgesagt. Er nahm eine bedeutende Rolle im freimaurerischen Systemkampf seiner Zeit ein.

## Leben

### Kindheit und Jugend
Johann Wilhelm wurde als Sohn des Friedrich August Ellenberger geboren, der Lehn- und Gerichtsherr in Erdeborn war. Seine Mutter war Sophia Wilhelmine Kellner von Zinnendorf. Auf Grund einer testamentarischen Bestimmung seines Großvaters mütterlicherseits waren er und sein Bruder Friedrich Wilhelm gehalten, den Namen der mütterlichen Linie weiterzuführen.
Zinnendorf wuchs in einem gut bürgerlichen wohlhabenden Umfeld auf. Besonders interessierte er sich in seiner Jugend für wissenschaftliche Studien der Medizin und der Mechanik. Er verfasste mehrere Korrespondenzen an französische Gelehrte mit der Bitte um Zusendung von wissenschaftlichen Aufsätzen zwecks Selbststudium.

### Studium und die ersten Jahre als Militärmedikus
Zinnendorf schrieb sich 1751 als Student der Medizin in der Universität Halle ein und erlangte im Jahre 1756 die Doktorwürde. Um 1757 trat er im Kontext des Siebenjährigen Krieges als Feldmedikus in die preußische Armee ein und versah in Breslau seinen Dienst in den Feldhospitälern. 1763 wurde er nach Berlin versetzt, wo er das Amt eines Oberfeldstabs- und Invalidenmedikus wahrnahm sowie Mitglied des Medizinalstabes wurde.

### Generalfeldstabsmedikus in der preußischen Armee
Zu Beginn des Bayerischen Erbfolgekrieges von 1778/79 wurde Zinnendorf schließlich in den Rang eines Generalfeldstabsmedikus befördert und die Führung des Kriegs-Sanitätswesens übertragen. Diese Führungsposition teilte er sich mit Johann Leberecht Schmucker, dem General-Chirurg der preußischen Armee. Die Heilkunde und die Chirurgie waren zu der Zeit zwei getrennte Disziplinen der Medizin.
Am 7. Mai 1778 wollte Zinnendorf eine grundlegende Reform des preußischen Kriegs-Sanitätswesens durchführen. Hintergrund dieser Reform war der Mangel an Ausbildung beim medizinischen Personal in den Feldhospitälern, welcher beim Bayerischen Erbfolgekrieg eklatant zu erkennen war. Zinnendorf sprach sich für eine umfangreiche und profunde Ausbildung des medizinischen Personales aus.
In einer von Zinnendorf verfassten Lazarettordnung vom 9. Mai 1778 in Breslau heißt es im Schluss:

„Da die Arbeiten der Ärtzte und Wundärtzte insonderheit bei den Feldlazaretten, das Leben und die Gesundheit leidender Menschen und der ihrer Aufsicht, Pflege und Heilung anvertrauten Soldaten betreffen; so können dieselben dabei leichtsinnig zu Werke gehen, wenn sie ein Gewissen in sich fühlen, und öffentlich Verantwortung und Strafe scheuen. Ein Arzt oder Wundarzt bei den Königl. Feld-Lazaretten darf sein Geschäft nicht als Handwerk betrachten, wodurch er nur vermutlich Ehrentitel erschleichen, oder unnütz Geld sammeln will, welche beide doch nur eine Speise der Motten und ein Fratz des Rostes werden, sondern er muß stets eingedenk sein, daß er Gott, dem König, seinem Vorgesetzten und seinen Nebenmenschen von seinen Handlungen Rechenschaft zu geben habe (…). Daher muß er stets im Gedächtnis haben, daß er jederzeit so handele, daß er seine Seele vom Verderben gerettet sehen möge, und seine Hände sein rein halten können. Nur ein tugendhafter, gesitteter Arzt oder Wundarzt kann des Beistandes Gottes und des Vertrauens der Menschen würdig erkannt werden, und welcher derselben also wünschen mag, daß es ihm wohlergehe, der merke diese Worte und lasse ein dergleichen Verfahren die Richtschnurr seines Lebens sein.“

Allerdings wurden seine geplanten Reformvorschläge von seinem Vorgesetzten, Geheimrat Christian Andreas Cothenius, welcher ihn auch für das Amt des Generalfeldstabsmedikus vorgeschlagen hatte, gänzlich ignoriert. Cothenius wollte den Zustand des Personales nicht in einem schlechten Licht vor dem König darstellen und verbot Zinnendorf weitere Schritte einzuleiten. Zinnendorf und Schmucker versuchten einen Bericht an Friedrich II. zu schicken, welcher ihm über die Missstände im medizinischen Corps berichtete, dieser Bericht wurde aber abgefangen.
Zinnendorf nahm 1779, als Reaktion auf den Unwillen seines Vorgesetzten zu einer grundlegenden Reform im preußischen Kriegs-Sanitätswesen, seinen Abschied.

### Freimaurer
Zinnendorf zählt zu den bekanntesten und aktivsten Freimaurern der deutschen Freimaurerei. Er wurde am 13. März 1757 in der Loge „Philadelphia zu den drei goldenen Armen“ in seiner Vaterstadt Halle aufgenommen, die er jedoch bereits am 13. Mai 1757 aufgrund seines Wegzuges wieder verlassen musste. Im folgenden Jahr wurde er Mitglied der Breslauer Loge „Zu den drei Totengerippen“, 1763 der Berliner Mutterloge „Zu den drei Weltkugeln“. Im gleichen Jahr versagte ihm der englische Großmeister die Konstitution für eine Berliner Loge, worauf es zum Bruch mit der englischen Freimaurerei kam. Zinnendorf wandte sich der Strikten Observanz zu und wurde 1764 Präfekt der Präfektur Berlin, Mark Brandenburg und Pommern dieses Systems. Er wurde 1765 Meister vom Stuhl seiner Loge „Zu den drei Weltkugeln“ und im gleichen Jahr Mitgründer der halleschen Loge Zu den drei Degen. Bald geriet er in Konflikt zur Lehrart der Strikten Observanz, aus der er Ende 1766 austrat. Darauf wandte er sich der Lehrart des Schwedischen Systems zu. 1767 verließ er seine Loge. 1769 reaktivierte er in Berlin die von 1743 bis 1749 in Halle als Tochterloge der Loge „Zu den drei Weltkugeln“ tätig gewesene Berliner Johannisloge Zu den drei goldenen Schlüsseln nach dem Schwedischen System, deren Meister vom Stuhl er bis 1776 wurde. 1770 gründete er die Große Landesloge der Freimaurer von Deutschland und übernahm das Amt des deputierten Landes-Großmeisters, von 1774 bis 1775 sowie ab 1780 bis zu seinem Tode das Amt des Landes-Großmeisters. 1773 wurde die neue Großloge von der englischen Großloge anerkannt und damit regularisiert. 1776 gründete er das Große Ordenskapitel „Indissolubilis“, dessen Ordensmeister er wurde. Er starb am 8. Juni 1782 während einer Logenarbeit in den Armen seines Freundes und Nachfolgers Castillon.
Den Namen Zinnendorfs trägt auch die Zinnendorf Stiftung, Stiftung der Großen Landesloge der Freimaurer von Deutschland, welche schwerstpflegebedürftigen jungen Menschen ein Zuhause bietet, nach dem Motto: „Ich wohne hier, um zu leben“.